# Rover 75
O  75  é um modelo médio da MG Rover.